# Obleganje Pskova
Obleganje Pskova (rusko оборона Пскова, oborona Pskova, poljsko Oblężenie Pskowa) je trajalo od avgusta 1581 do februarja 1582. Med obleganjem je vojska poljskega kralja in velikega litovskega kneza Štefana Báthoryja  v zadnjem obdobju livonske vojne (1558-1583) uspešno blokirala mesto Pskov. 
Prvi oddelki poljsko-litovske vojske, ki je v prejšnjih dveh letih osvojila Polock (1579) in Velikije Luki (1580), so se pred Pskovom pojavili 18. avgusta 1581.  Njihov prodor je popolnoma odrezal ruske sile od Livonije. Glavnina napadalske vojske je štela 31.000 Poljakov, Litvancev, Ogrov, Čehov, Vlahov in Nemcev. Obleganje se je začelo 24.-26. avgusta. Za obrambo Pskova je bil uradno zadolžen knez Vasilij Skopin-Šujski, vodil pa jo je knez Ivan Šujski. Slednji je imel na razpolago 4.000 dvorjanov, strelcev in kozakov in okoli 12.000 oboroženih meščanov in okoličanov.
Po dveh dneh obstreljevanja je poljska vojska 8. septembra prvič napadla. Rusi so napad odbili in povzročili Poljakom velike izgube. Neuspešen je bil tudi poskus razstrelitve utrdb z  minami in splošni napad 2. novembra. Nekaj poljskih enot je novembra napadlo Pskovo-Pehorski samostan, vendar brez  uspeha. 
Kralj Štefan Báthory je po teh neuspehih ukazal pasivno obleganje in bitka se je spremenila v blokado. 1. decembra je kralj z večino litovske  vojske, prostovoljcev in nemških, ogrskih, vlaških in čeških najemnikov zapustil bojišče. Poveljevanje preostali manjšini je prepustil Janu Zamojskemu. Poljska konjenica je med obleganjem opustošila velike predele Rusije in prodrla do Volge in jezera Ladoga. Redna konjenica je bila najboljši del poljske armade. Upore trpeče oblegovalske vojske med ostro zimo 1581/1582 je krotila samo trda roka kanclerja Zamojskega. Kanclerju je uspelo blokirati mesto, četudi so v njegovi okolici delovali ruski partizani in napadali preskrbovalne enote in komunikacije.
V petih mesecih obleganja je pskovska garnizija 46 krat poskušala prebiti blokado, večinoma novembra in decembra 1581, poljska vojska pa je 31 krat napadla mesto. Obleganje se je zavleklo, ker ga nobena stran ni mogla končati. V tem času so potekala diplomatska pogajanja za prenehanje sovražnosti, v katera je bil vpleten tudi Vatikan.
Štefan Báthory in Ivan IV. sta 15. januarja  1582 končno sklenila Jam Zapoljski mirovni sporazum. Rusija se je odpovedala svojim zahtevam po Livoniji in Polocku, Poljska pa je Rusiji vrnila ozemlje, ki ga je osvojila njena vojska. 4. februarja 1582 so tabor pred Pskovom zapustili zadnji poljski vojaki. 
Obleganje Pskova je na Spomeniku neznanemu junaku v Varšavi omenjeno z napisom "PSKOW 24 VIII 1581-15 I 1582".
- Karl Pavlovič Brjullov: Obleganje Pskova; slikarjeva zadnja in nedokončana slika
- Jan Matejko: Báthory v Pskovu